# 源義経 (1991年のテレビドラマ)
『源義経』（みなもとのよしつね）は、1991年12月31日に日本テレビで放映された日本テレビ年末時代劇スペシャル第7作である｡
「年末時代劇スペシャル」シリーズ全作中、最も古い時代を舞台とした作品。本作より大晦日一日での一挙放映となった。主演は野村宏伸。

## 概要
日本テレビ系列の人気シリーズとして定着したユニオン映画製作の長編時代劇第7弾。原作は村上元三の小説『源義経』。奢れる平家の世、彗星の如く現れた悲劇の天才武将・源義経の生涯を、五条大橋での弁慶との出会い、壇の浦での八艘跳び、安宅の関での弁慶の大芝居など、名場面をふんだんに盛り込みつつ描いている。
本作より、2夜連続だった放送形式を大晦日の一挙放送に変え、また前作までの幕末から明治維新期（ただし、第1作『忠臣蔵』における江戸時代中期を除く）から、平安時代末期～鎌倉時代初期へと時代背景を一新して刷新要素を持たせた。また第3作『田原坂』以来、合計6時間超という規模に拡大していた放送枠も5時間に設定、ほぼシリーズ開始時の規模に戻して事実上縮小しつつも、集中要素を持たせることで新しい視聴層の取り込みを図っている。
さらに、第5作『奇兵隊』、第6作『勝海舟』あたりから視聴率に翳りが見えてきたこともあって、原点回帰を図り、シリーズの顔とも言える里見浩太朗を武蔵坊弁慶役で登場させた一方、それまでの作品ではそれほどメインに起用しなかった、TVで活躍する若手スターやタレント陣、アイドル系の女優などを大挙して起用するなど、若手視聴者層の獲得にも腐心したことがうかがえる。
主演には本シリーズに出演経験をもつ野村宏伸を起用、前作では後半の主役を演じた田村亮も引き続き出演した。義経と敵対する兄・源頼朝役には、映画『天と地と』の主役に抜擢され知名度が上がった榎木孝明を配役、新鮮味をもたせている。平家方として本シリーズでお馴染みの堤大二郎、あおい輝彦の他、新鋭として唐沢寿明も登場、また少ない出番でも十朱幸代、丹波哲郎、高橋英樹などを起用するなど、年末大作らしい贅沢な配役もあった。
本作で義経を演じた野村宏伸は、1994年に放送された大河ドラマ『炎立つ』第三部でも義経を演じている。ただし、『炎立つ』では軟弱で幼稚さを兼ね備えた存在として描かれており、本作の義経の描写とは大きく異なっている。
後白河法皇を演じた平幹二朗は2005年に放送された大河ドラマ『義経』でも後白河法皇を演じている。
脚本は本シリーズ常連の杉山義法だが、杉山は1986年のNHK新大型時代劇『武蔵坊弁慶』の脚本を手掛けており、原作者こそ異なるものの、同時代・同題材作品の執筆を既に経験していた。

## 逸話
ラストの名場面として有名な、“弁慶の立往生”シーンでは、とどめに射られた矢が里見扮する弁慶の喉に突き刺さるカットで本物の矢を使用し、危機一髪のスタントを里見本人がこなしていた。事前に安全確認のため、小道具係が体当たりでリハーサルに挑戦し、本職の弓道の殺陣師が3メートルほど離れた位置から実際に矢を放ち、木製の喉輪に命中させるという危険な場面を何度も試しており、その折、体験したスタッフは恐怖のあまり足が震えたという。その後、無事に収録した里見本人も、命中の場所が少しでもずれたら命にも関わりかねなかっただけに、あまりの恐怖で「（出演を）引き受けなければよかった」と、述べていたと伝えられる。

## あらすじ
第一部「九郎登場－疾風怒涛の巻－」
京・五条大橋。夜毎現れては通りかかる者に襲い掛かる荒法師・弁慶。今日も獲物を求め息を潜めたところ、笛の音とともにまだ幼さを残す女人らしき人影が現れ、弁慶の前を悠々と通りかかる。しかし、それは女人などではなく、後に元服し源義経と名乗ることになる、鞍馬の遮那王の姿だった。身軽な遮那王に完敗したものの、弁慶はどこか涼しげなこの若武者に親近感を募らせてゆく。これが義経と弁慶主従の出会いであった。ほどなくして、遮那王は招きにより奥州に新天地を求め、弁慶も伴って旅立ち、その途上に元服、九郎義経を名乗る。また奥州に着くまでに新たに義経に惚れた配下たちを加えてゆく。折りしも都では栄華を極めた平清盛が死に、後白河法皇を頂点とする院の勢力が盛り返し、やがて平家討伐の兵を挙げた源頼朝に気運が傾きつつあった。兄・頼朝の挙兵を知った義経は、後ろ盾と頼む奥州藤原氏三代当主・藤原秀衡に懇願、惜しみながら藤原家が義経の出陣を認めたことで、義経は、はじめて兄と対面する。やがて瞬く間に平家の軍勢を一蹴し、無敗を誇る義経。だが、皮肉な事に兄との関係は急速に冷えていった。そして、壇ノ浦で平家は滅亡。京へ凱旋した義経は熱狂的な歓迎の中、生涯の絶頂を味わう……。
第二部「英雄流転－安心立命の巻－、エピローグ〜義経伝説〜」
京へ凱旋した義経であったが、待っていたのは検非違使任官という兄にも勝る優遇と、後白河法皇の巧みな魔の手であった。義経は、戦後処理として平家総帥で最後まで生き残った平宗盛を処刑。宗盛は最期に、義経に対し「兄弟仲良く。平家はそれだけが自慢であった」と言い残した。義経は、頼朝が無断で朝廷より任官を受けたことに激怒していると聞くや、弁明のために書状（腰越状）を送る。しかし、頼朝の軍師・大江広元の策謀で義経の涙の書面は兄に届く事はなかった。弁慶は、義経の書状を直接届けようと頼朝のもとへ乗り込むが、既に頼朝は義経を弟ではなく政敵としてしか見なしていなかった。頼朝は、義経邸に夜襲をかけるが、義経たちは機転でこれを撃退。ついに義経と頼朝の対決のときが迫っていた……。だが、義経の名声はもはや朝廷の中では過去となり、形勢は逆転。静御前とも別れ、義経は奥州を頼る事となる。平泉で再び庇護されるも、秀衡亡き後、四代当主となった藤原泰衡は頼朝の謀略に加担してしまい、高舘を包囲。最期を悟った義経以下郎党は壮絶な死を遂げ、義経もまた炎の中で自刃する。次の瞬間、見た光景。それは義経と郎党たちが、駿馬にまたがり揚々と荒野を疾走している幻の姿だった。

## スタッフ
- 監督：山下耕作
- 原作：村上元三『源義経』
- 脚本：杉山義法
- 音楽：津島利章
- ナレーター：矢島正明
- 特技監督：川北紘一
- 主題歌：堀内孝雄「恋文」（ポリスターレコード）
  - 作詞：荒木とよひさ　作曲：堀内孝雄　編曲：川村栄二
- 制作協力：東映太秦映像
- 制作：日本テレビ
- 製作著作：ユニオン映画

## キャスト
- 源義経：野村宏伸
- 静御前：安田成美
- 源頼朝：榎木孝明
- うつぼ：有森也実
- 常陸坊海尊：田村亮
- 北条政子：高橋ひとみ
- 伊勢三郎：阿藤海
- 佐藤継信：哀川翔
- 佐藤忠信：船越英一郎
- 土佐坊昌俊：竹中直人
- 吉次：五代高之
- 河越太郎：下川辰平
- 平清盛：内藤武敏
- 藤原泰衡：岡本富士太
- 藤原国衡：誠直也
- 藤原忠衡：鼓太郎
- 大江広元：有川博
- 安達新三郎：堀内正美
- 阿闍梨蓮忍：下元勉
- 磯の禅師：谷口香
- 鷲尾三郎：黒田隆哉
- 片岡為春：四禮正明
- 妙覚院覚範：伊藤敏八
- 平資盛：竜小太郎
- 平忠度：原口剛
- 藤原成経：勝部演之
- 北条時政：小林昭二
- 梶原景時：本田博太郎
- 常盤御前：十朱幸代
- 藤原秀衡：丹波哲郎
- 後白河法皇：平幹二朗
- 平敦盛：大沢健
- 喜三太：武田真治
- 鎌田正近：螢雪次朗
- まごめ：神保美喜
- 平知盛：堤大二郎
- 平教経：唐沢寿明
- 熊谷直実：勝野洋
- 平宗盛：あおい輝彦
- 老婆：岸田今日子
- 平時子：野際陽子
- 若ノ前：和久井映見
- 富樫泰家：高橋英樹（特別出演）
- 武蔵坊弁慶：里見浩太朗

## 放送後
先述した取り組みを盛り込んで本放送を迎えたが、結果的に視聴率を上昇傾向に乗せることは叶わず、シリーズは続行されつつも本作以降、シリーズ終了まで毎年放送枠は縮小されていくことになる。
本作監督をつとめた山下耕作は前年作『勝海舟』に続いての起用だったが、2年連続起用は本作が最後になり、以降の本シリーズ作品は1作毎に監督が交代するようになる。

## ソフト発売
放送後1か月あまりで、1992年2月にVHS版が発売された（レンタル有）。DVD版は2001年1月発売、2008年12月にはDVDレンタルが開始されている。地域によっては現在でも手軽に、安価なレンタル視聴が可能だが、2020年代にはレンタルソフト市場の縮小により、サービス実施店の撤退が目立つため、実施店舗激減の影響が著しい地域においては、ネットレンタルが現実的な視聴方法になりつつある。

## 関連作品
- 源義経……本作と同じ原作小説による1955年の映画。
  - 続源義経……上記映画の続編で、本作と同じ原作小説による1956年の映画。
- 源義経……本作と同じ原作小説による1959年のNET（現テレビ朝日）の連続ドラマ。
- 源義経……本作と同じ原作小説による1966年のNHK大河ドラマ。
- 義経……2005年のNHK大河ドラマ
- 武蔵坊弁慶……杉山義法の脚本による1986年のテレビドラマ。

| 日本テレビ系 年末時代劇スペシャル | 日本テレビ系 年末時代劇スペシャル | 日本テレビ系 年末時代劇スペシャル |
| 前番組                            | 番組名                            | 次番組                            |
| --------------------------------- | --------------------------------- | --------------------------------- |
| 勝海舟 （1990年）                 | 源義経 （1991年）                 | 風林火山 （1992年）               |